# Barthel von Siebold
Johann Bartholomäus (Barthel) von Siebold, född den 3 februari 1774 i Würzburg, Furstbiskopsdömet Würzburg, död där den 28 januari 1814,  var en tysk läkare. Han var son till Carl Caspar von Siebold samt bror till Christoph, Damian och Elias von Siebold.
Barthel von Siebold var vid sin död medicine professor vid Würzburgs universitet.